# Вереві
Ве́реві (ест. Verevi küla) — село в Естонії, у волості Елва повіту Тартумаа.

## Населення
Чисельність населення на 31 грудня 2011 року становила 41 особу.

## Історія
До 24 жовтня 2017 року село входило до складу волості Ранну.